# Paratype extensa
Paratype extensa är en fjärilsart som beskrevs av Max Wilhelm Karl Draudt 1919. Paratype extensa ingår i släktet Paratype och familjen björnspinnare. Inga underarter finns listade i Catalogue of Life.